# Gesundheit 2.0
Gesundheit 2.0 ist ein Sammelbegriff für die Möglichkeiten, die sich aus der Verbindung von Gesundheitsversorgung, E-Health und Web 2.0 ergeben. „Gesundheit 2.0“ ist ein begrifflicher Ausdruck für die Integration von medizinischen Patienten, aber auch von gesunden Menschen, die sich gesunderhalten wollen, in die allgemeine Gesundheitsversorgung, in deren private Unterstützungsdienstleistungen sowie in sonstige private Dienstleistungen mit Hilfe der Technologien des semantischen Webs (Web 2.0) des Internets. 
Allgemein gebräuchlich wurde der Begriff zunächst als „Health 2.0“, nachdem in einer Reihe von Zeitungsartikeln in Wirtschafts- und Publikumstiteln dieser zum Thema wurde (z. B. in The Economist 2007) und ebenso in medizinischen Fachkreisen auftauchte (z. B. zuerst im British Medical Journal 2006).
Ein wichtiger Aspekt von Gesundheit 2.0 ist „partizipative Gesundheitsversorgung“. Damit wird die durch das Web 2.0 geschaffene Möglichkeit beschrieben, Patienten und andere Bezugruppen bei der schnellen Verbreitung, Bewertung und Zusammenfassung von Gesundheitsinformationen integrieren zu können. Das gemeinsame Ziel ist dabei eine Verbesserung der Gesundheitsversorgung allgemein sowie eine mögliche Verbesserung der Patientenerfahrungen sowie letztlich auch der medizinischen Behandlungsergebnisse. 
Sogenannte „mobile Gesundheits-Apps“ (engl. „mobile health apps“), ebenso Fitness-Apps auf dem Smartphone können die Gesundheit ergänzend zu bestehenden konventionellen medizinischen Möglichkeiten fördern; besagte Apps erfahren reichlichen Gebrauch in der Praxis. In puncto Datenschutz gelten sie allerdings als nicht besonders sicher.